# StarCraft II Proleague
StarCraft II Proleague (ранее StarCraft Proleague, сокр. Proleague или «пролига») — крупная корейская киберспортивная командная лига по StarCraft II (до 2011 года — по StarCraft: Brood War). В 2016 году Proleague была закрыта, что повлекло за собой закрытие многих корейских команд по StarCraft II.

## История
StarCraft Proleague была основана в 2005 году корейской киберспортивной организацией KeSPA. Для StarCraft: Brood War Proleague была основополагающим киберспортивным мероприятием. Если на западе киберспорт традиционно спонсировался производителями компьютерных комплектующих и периферии, то спонсорами Proleague и её команд выступали крупнейшие корейские компании
К концу нулевых популярность Brood War в Корее падала; кроме того, Blizzard Entertainment планировала отобрать у KeSPA лицензию на проведение чемпионатов по игре. После выхода StarCraft II KeSPA и OnGameNet сомневались в переходе с Brood War на эту игру. В 2012 году прошёл первый «гибридный» сезон, в котором матчи поочерёдно проводились в Brood War и StarCraft II. С 2013 года Proleague окончательно перешла на StarCraft II.
Первый сезон в новой дисциплине выдался неудачным. Виктор Гуссенс, глава Team Liquid, отмечал, что, в отличие от Proleague по Brood War, техническая часть соревнований в новой дисциплине была ужасна, и английское комментирование осуществлялось не на самом высоком уровне. Кроме того корейских зрителей StarCraft II интересовал меньше, чем Brood War. Однако с 2014 года популярность Proleague в Корее начала расти, что повлекло за собой окончательный переход киберспортсменов и команд из Brood War в StarCraft II и укрепило позиции игры.
В 2016 году, после 14 проведённых сезонов, Proleague была закрыта. Председатель KeSPA Джун Бьён Хун объяснил это решение снижающимся числом команд и игроков, трудностями с поиском спонсоров и скандалами с договорными матчами. Это повлекло за собой закрытие всех киберспортивных команд по StarCraft II, кроме Jin Air Green Wings и Afreeca Freecs. 21 ноября 2016 года о закрытии объявила и Afreeca Freecs.

## Турниры

### Лиги поStarCraft: Brood War
| Год       | Название турнира                   | Победитель    | Счёт | Второе место  |
| --------- | ---------------------------------- | ------------- | ---- | ------------- |
| 2005      | SKY Proleague Grand Final          | SK Telecom T1 | 4:2  | KTF MagicNs   |
| 2006      | SKY Proleague Grand Final          | MBCGame HERO  | 4:3  | Pantech EX    |
| 2007      | 2007 Shinhan Proleague Grand Final | Lecaf OZ      | 4:2  | Samsung KHAN  |
| 2008      | Shinhan Bank Proleague             | Samsung KHAN  | 4:1  | Hite SPARKYZ  |
| 2008—2009 | Shinhan Bank Proleague             | SK Telecom T1 | 2:0  | Hwaseung OZ   |
| 2009—2010 | Shinhan Bank Proleague             | KT Rolster    | 4:2  | SK Telecom T1 |
| 2010—2011 | Shinhan Bank Proleague             | KT Rolster    | 4:3  | SK Telecom T1 |
| 2011—2012 | SK Planet Proleague Season 1       | SK Telecom T1 | 4:3  | KT Rolster    |

### Гибридная лига
Второй сезон 2011—2012 годов проводился по двум играм одновременно — StarCraft: Brood War и StarCraft II.
| Год       | Название турнира             | Победитель | Счёт | Второе место |
| --------- | ---------------------------- | ---------- | ---- | ------------ |
| 2011—2012 | SK Planet Proleague Season 2 | CJ Entus   | 2:0  | Samsung KHAN |

### Лиги по StarCraft II
| Год       | Название турнира                | Победитель          | Счёт | Второе место        | Источник |
| --------- | ------------------------------- | ------------------- | ---- | ------------------- | -------- |
| 2012—2013 | 2012 – 2013 SK Planet Proleague | STX SouL            | 4:2  | Woongjin Stars      |          |
| 2013—2014 | 2014 SK Telecom Proleague       | KT Rolster          | 4:2  | SK Telecom T1       | [ 6 ]    |
| 2014—2015 | 2015 SK Telecom Proleague       | SK Telecom T1       | 4:2  | Jin Air Green Wings | [ 7 ]    |
| 2016      | 2016 SK Telecom Proleague       | Jin Air Green Wings | 4:0  | KT Rolster          | [ 8 ]    |

## Участники
На момент закрытия, в Proleague участвовало 7 киберспортивных команд:
- Afreeca Freecs
- Jin Air Green Wings
- SK Telecom T1
- KT Rolster
- Samsung Galaxy
- CJ Entus
- MVP